# Погранична (річка)
Погранична, Божана — річка в Україні, в Олевському районі Житомирської області. Права притока Уборті (басейн Прип'яті).

## Опис
Довжина річки приблизно 8,7 км.

## Розташування
Бере початок на північному сході від Шебедихи. Тече переважно на північний захід і на північному сході від Сущанів впадає у річку Уборть, праву притоку Прип'яті.
На правому березі річки при впадінні в Уборть здіймається скеля дрібнозернистого гнейсу, вкрита товщею сипкого польодовикового піску. На її вершині розтащовувалось село Рудня Нова Сущанська.У цьому селі у другій половині ХІХ ст. виплавляли чавун з місцевих болотних залізних руд. Вище за течією долина Пограничної та її лівої притоки річки Глибока заболочена та вкрита лісом. За переказами у верхів'ї цих двох річок у минулому видобували руду. У ХХ ст. Західна експедиція з осушування боліт збудувала меліоративні канали у долині річки.